# Contratos Dual
Los Contratos Dual o conocidos en inglés como Dual Contracts de 1913, y también como Dual Subway System, fueron unos contratos para la construcción y/o rehabilitación y operación de las líneas de tránsito rápido de la Ciudad de Nueva York. La mayoría de las líneas que actualmente existen en el metro de Nueva York fueron construidas o reconstruidas en estos contratos. Los contratos fueron "duales", lo que significa que se suscribieron entre la Ciudad y dos empresas privadas.

## Historia

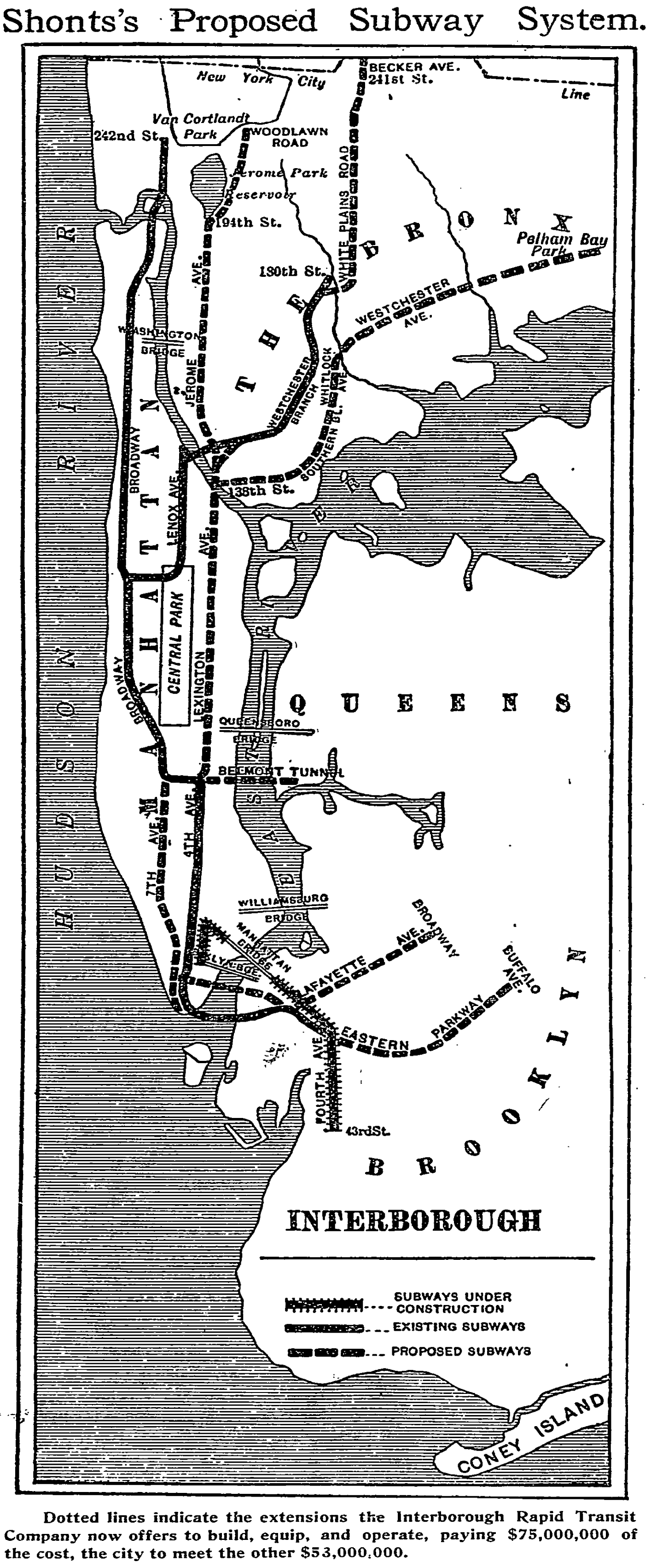
Plan de expansión de 1910 para la IRT.

El 3º Contrato fue firmado entre la Ciudad y la IRT, operador de la primera línea del Metro de Nueva York. El 4.º Contrato fue firmado entre la Ciudad y la Compañía Ferroviaria (Municipal Railway Company), una subsidiaria de la BRT (después como BMT), y fue creada con el propósito de hacer un contrato con la Ciudad para poder construir las líneas. El 1.º y 2.º Contrato fueron los primeros contratos entre la Ciudad y la IRT de la primera línea del Metro de Nueva York. Estos contratos fueron hechos antes que los Contratos Dual.
En virtud de los términos del Tercer y Cuarto Contrato, la Ciudad construiría la nueva línea subterránea y líneas elevadas, rehabilitaría y expandiría las líneas elevadas ya existentes, y las arrendaría a empresas privadas para que fuesen operadas. El costo sería más o menos igual entre la Ciudad y las empresas. La contribución de la ciudad fue en efectivo y recaudada por bonos, mientras que el de las empresas fue en efectivo pero también al proveer instalaciones y equipos para poder operar las líneas.
La negociación de los contratos fue muy larga y a veces enconada. Por lo que cuando la IRT, no estaba de acuerdo IRT (o totalmente opuesta) con la proposción de la BRT sobre al acceso a Midtown Manhattan vía la línea Broadway, los negociadores de la Ciudad y el Estado inmediatamente le ofrecieron a la BRT que todas las líneas propuestas - incluyendo las de la IRT como la línea de la Avenida Lexington, y otras dos líneas en Queens. La IRT rápidamente permitió que se 'invadiera' el Midtown Manhattan con líneas de la BRT.
Las líneas propuestas en Queens mostraron que eran simplemente una imposición de ambas compañías. Por lo que en vez de que una compañía disfrutara del monopolio en ese borough, las dos líneas propuestas —una línea corta a Astoria, y una más larga que llegara a Corona, y eventualmente a Flushing— fueron asignadas a ambas compañías, para que las operaran en lo tan llamado "servicio conjunto". Las líneas iniciarían desde una gran estación llamada Queensborough Plaza. La IRT tendría acceso a la estación desde el Túnel Steinway de 1907 y una extensión de la línea elevada de la Segunda Avenida desde Manhattan sobre el Puente Queensborough. Mientras que la BRT operaría las líneas de Queens desde un nuevo túnel desde la Calle 60 en Manhattan. Sin embargo, técnicamente la línea era propiedad de la IRT, pero se le dio el derecho de vía a la BRT/BMT en perpetuidad, por lo que esencialmente era de ellos también.
La BRT/BMT también tenía grandes desventajas, ya que ambas líneas de Queens habían sido construidas con especificaciones de la IRT. Esto significa que los pasajeros de la IRT podrían ir directo a todos los destinos de Manhattan, mientras que los pasajeros de la BRT tendrían que bajarse en Queensborough Plaza. Esto empezó a tener importancia cuando el servicio ue extendido por la Feria Mundial de Nueva York de 1939, dándole ventajas a la IRT, ya que ofrecían viajes directos y expresos desde Manhattan, y la BRT no. Esto prácticamente duró mientras continuó la IRT era propietaria municipal de las líneas, que duró hasta 1949. Ambas compañías compartirían los ingresos de este servicio companies. Para facilitar este arreglo, se tuvo que construir plataformas más largas a lo largo de las rutas de Queens, para separar las cabinas de cobro y áreas de abordajes. Esto prácticamente se convirtió en una pesadilla ya que no funcionaba de la manera que ellos querían, así que eventualmente se pudo arreglar con un nuevo plan. La legacía de esta construcción fue que la IRT operaría 11 vagones en esta línea, y cuando la BMT obtuvo la propietaría de la línea Astoria, no fue necesario hacer grandes cambios para poder acomodar las unidades de 10 vagones de la BMT.
Varias disposiciones se le impusieron a ambas empresas, en lo que eventualmente llevó a la quiebra y consolidación llegando a ser propiedad de la Ciudad en which en 1940:
- El pasaje fue limitado a 5 centavos, por lo que esto llevó a graves problemas a ambas compañías justo en la inflación de la post-Primera Guerra Mundial.
- La Ciudad tenía todo el derecho de «tomar» cualquiera de las líneas construidas, y operarlas a su gusto.
- La Ciudad también debía compartir los ingresos.

## Líneas de la IRT
Las siguientes líneas fueron construidas en virtud de los Contratos Dual para la IRT
- Línea Astoria y la línea Flushing
- Línea de la Séptima Avenida–Broadway al sur del Times Square–Calle 42, incluyendo el Ramal Brooklyn
- Línea de la Avenida Lexington al norte de la Calle 42–Grand Central
- Línea de la Avenida Jerome
- Línea de la Novena Avenida desde la Calle 155 a la línea de la Avenida Jerome
- Línea Pelham
- Línea White Plains Road al norte de la Calle 177 (hoy en día Avenida Tremont)

Las siguientes líneas fueron construidas con vías extras:
- Línea de la Novena Avenida desde la Calle 125 a la Calle 155 (una nueva vía)

## Líneas de la BMT

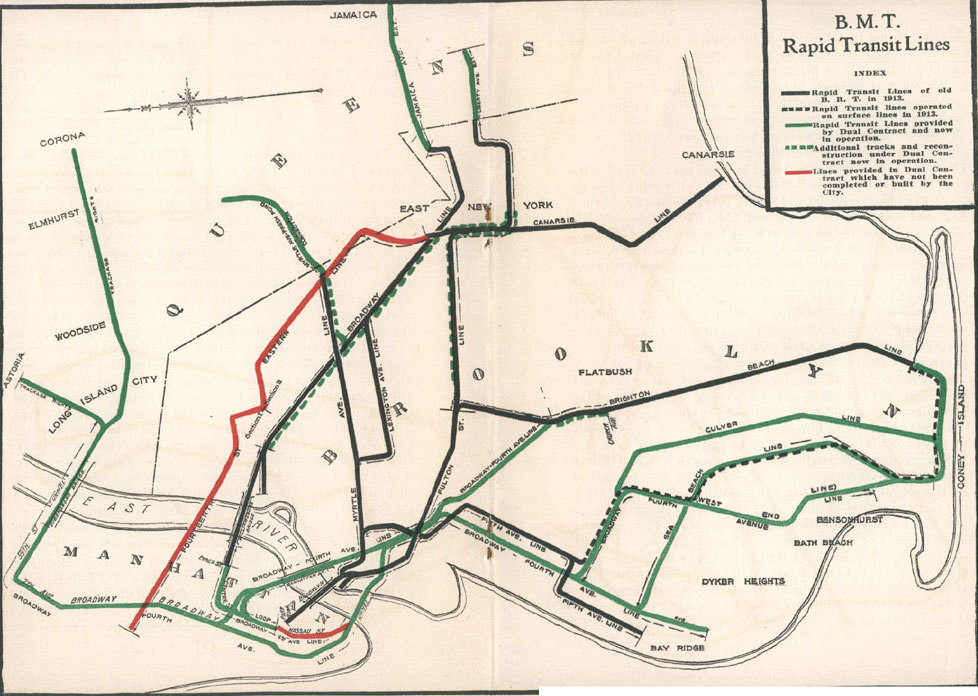
Mapa de 1924 de las líneas de los contratos Dual para la BMT Dual.

Todas las líneas de Manhattan y Queens de la BMT fueron construidas en virtud de los Contratos Dual, siendo líneas subterráneas y elevadas en Brooklyn.

### Construcción de nuevas líneas y segmentos
- Línea de la Calle 14 Oriental al oeste de Broadway Junction
- Línea Astoria y la línea Flushing al este de Queensboro Plaza (derecho de vía sobre la IRT)
- Línea Broadway
- Línea Brighton Beach entre la Avenida DeKalb y Prospect Park
- Línea de la Cuarta Avenida
- Línea de la Calle Fulton al este de Grant Avenue
- Línea Jamaica al este de Cypress Hills
- Vías del Puente de Manhattan
- Línea de la Calle Nassau entre la Calle Chambers hasta unirse con el túnel de la Calle Montague hacia Brooklyn

### Construcción de separación de derecho de vía para reemplazar vías de superficie

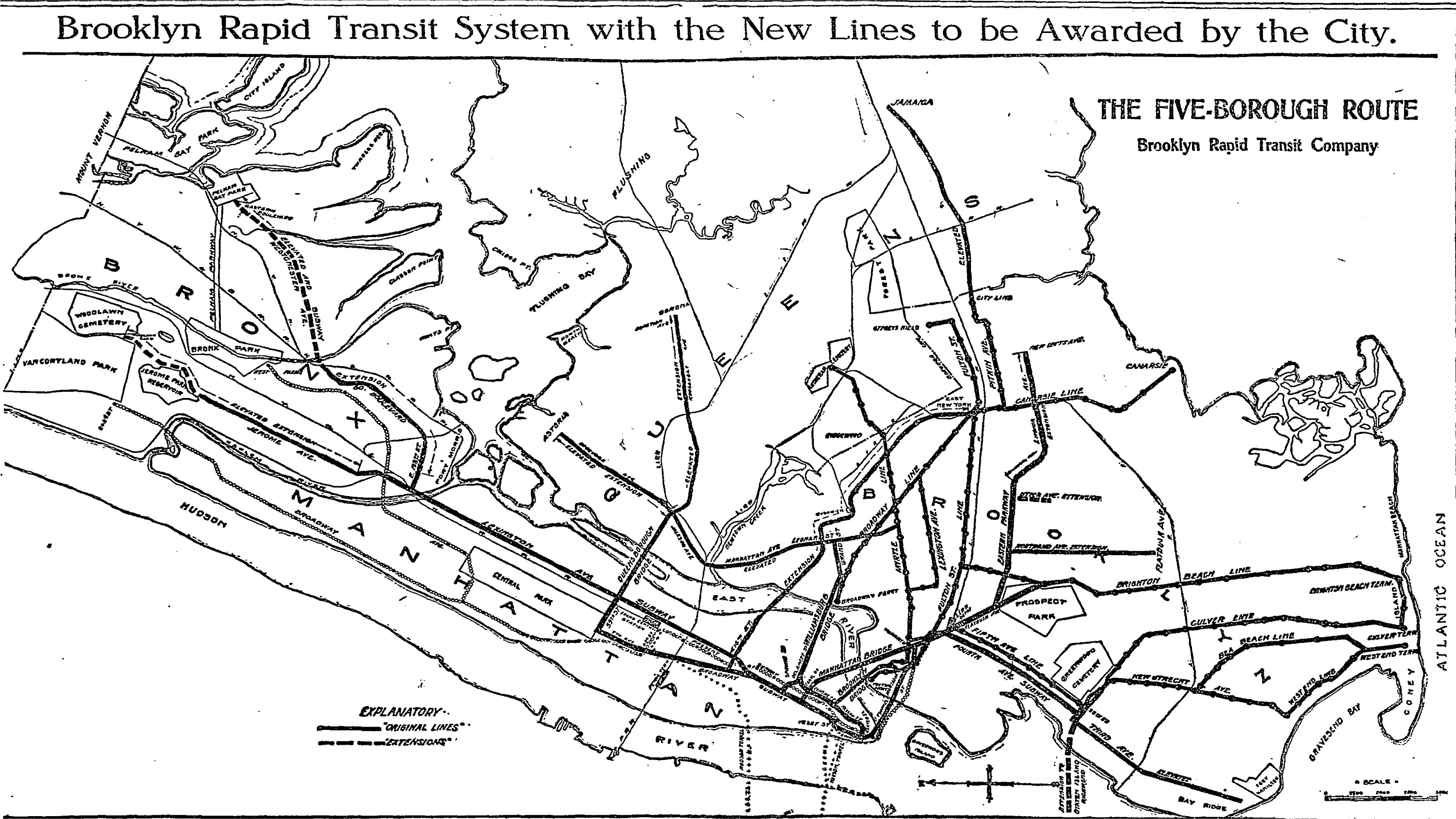
Plan de 191, dándole todos los Contratos a la BRT.

- Línea Brighton Beach entre la Avenida Neptune (sur de Sheepshead Bay) y Coney Island–Avenida Stillwell. Estructura elevada de cuatro vías.
- Línea Culver entre la Novena Avenida y West Eighth Street (se une con la línea Brighton Beach). Estecutura elevada de tres vías.
- Línea de la Avenida Myrtle al este de la Avenida Wyckoff. Estructura elevada de dos vías.
- Línea Sea Beach desde la línea de la Cuarta Avenida a Gravesend–Calle 86. Cuatro vías.
- Línea West End entre la 9.ª Avenida y Bay 50th Street. Estructura de tres vías.

### Rehabilitación y expansión de derecho de vía
- Línea Brighton de Prospect Park a Avenida Church. Las excavaciones existentes fueron ensanchadas y expandidas de dos a tres vías.
- Línea Jamaica de la unión con la Avenida Marcy a Broadway Junction. Las estructuras elevadas de dos vías fueron expandidas a tres vías.
- Línea de la Avenida Myrtle de Broadway–Myrtle a Avenidas Myrtle–Wyckoff, incluyendo vías que conectan con la línea Jamaica. Las estructuras elevadas de dos vías fueron expandidas a tres vías.
- Línea de la Calle Fulton de la Avenida Nostrand al este donde se divide la línea Canarsie en la Avenida Pitkin. Las estructuras elevadas de dos vías fueron expandidas a tres vías y el nuevo complejo flying junction de seis vías reemplazó a dos vías entre el antiguo Manhattan Junction en East New York y la Avenida Pitkin. Esta sección dio lugar a que la línea Canarsie tuviera dos propias vías férreas.